# Constantin Pascali
Constantin A. Pascali (Pascal) (n. 1860, Turnu Măgurele, Teleorman - d.1924 / 1929, București) a fost un pictor român.
Constantin Pascali a făcut parte din grupul artiștilor care și-au pus amprenta asupra picturii românești de la sfârșitul secolului al XIX-lea și a făcut parte, alături de un Constantin Artachino, Nicolae Vermont sau Ștefan Luchian din grupul celor care au îndreptat pictura românească spre înnoire. Conform uzanțelor acelor timpuri, el a urmat cursuri de pictură la München și Paris. În Germania a frecventat cursurile pe care Ludwig von Loeffts le-a ținut în cadrul atelierul său. În Franța a studiat la Academia Julian, între anii 1889 și 1891. 
La întoarcerea sa în România, Constantin Pascali a fost profesor la Școala de Belle Arte din București în perioada 1893 - 1896 și mai apoi între anii 1896 și 1901 și a fost membru al Societății artistice Ileana.
În anul 1898 împreună cu Constantin Artachino și Ștefan Luchian a realizat pictura murală și catapeteasma Catedralei Sfântul Alexandru din Alexandria, în tehnica uleiului.

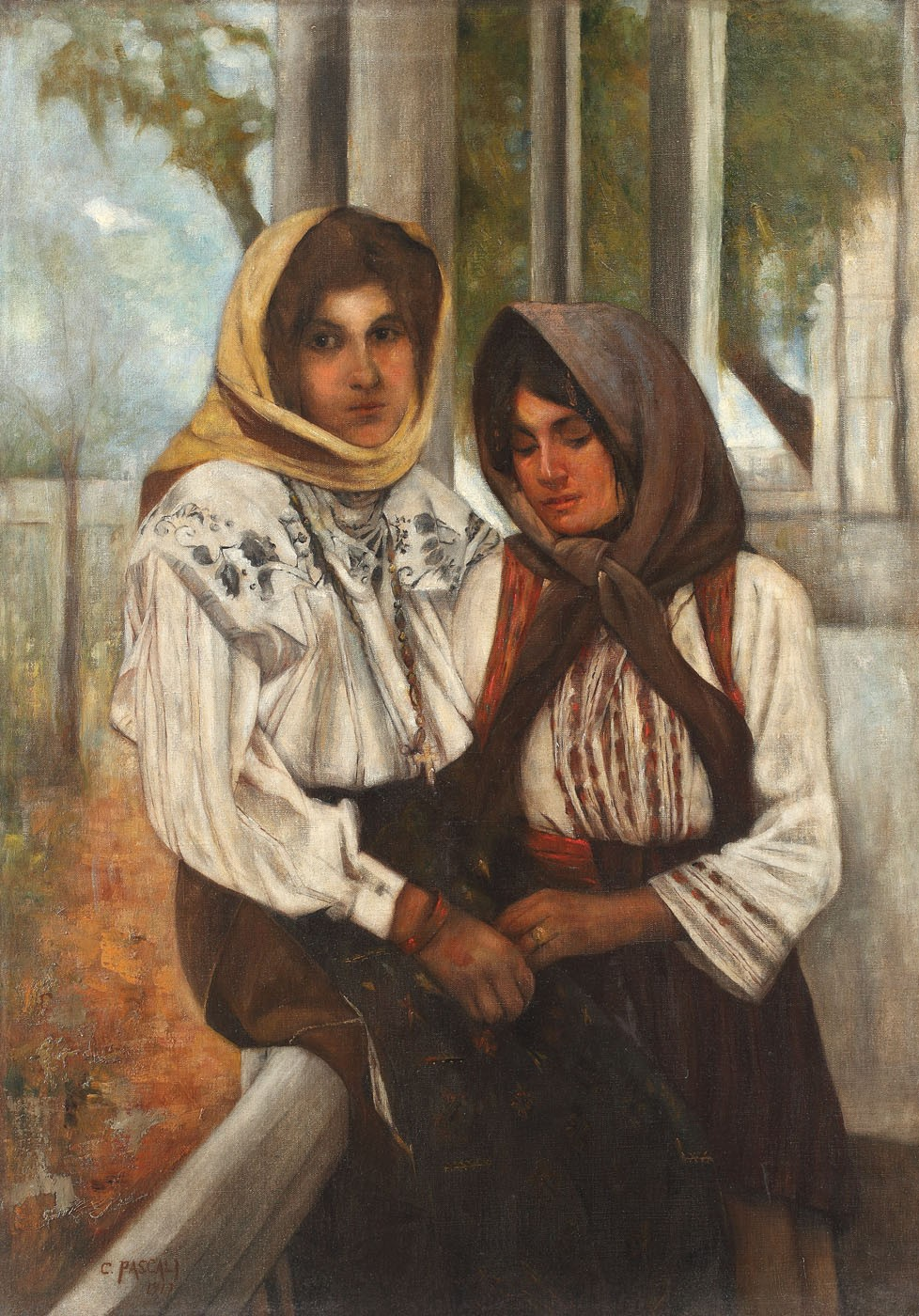
Surorile
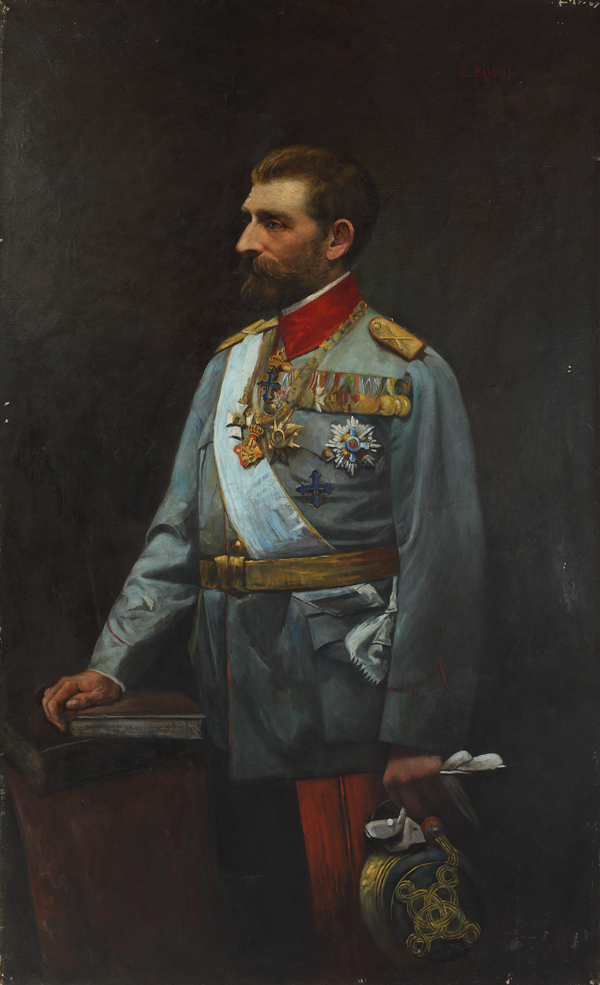
Ferdinand I al României
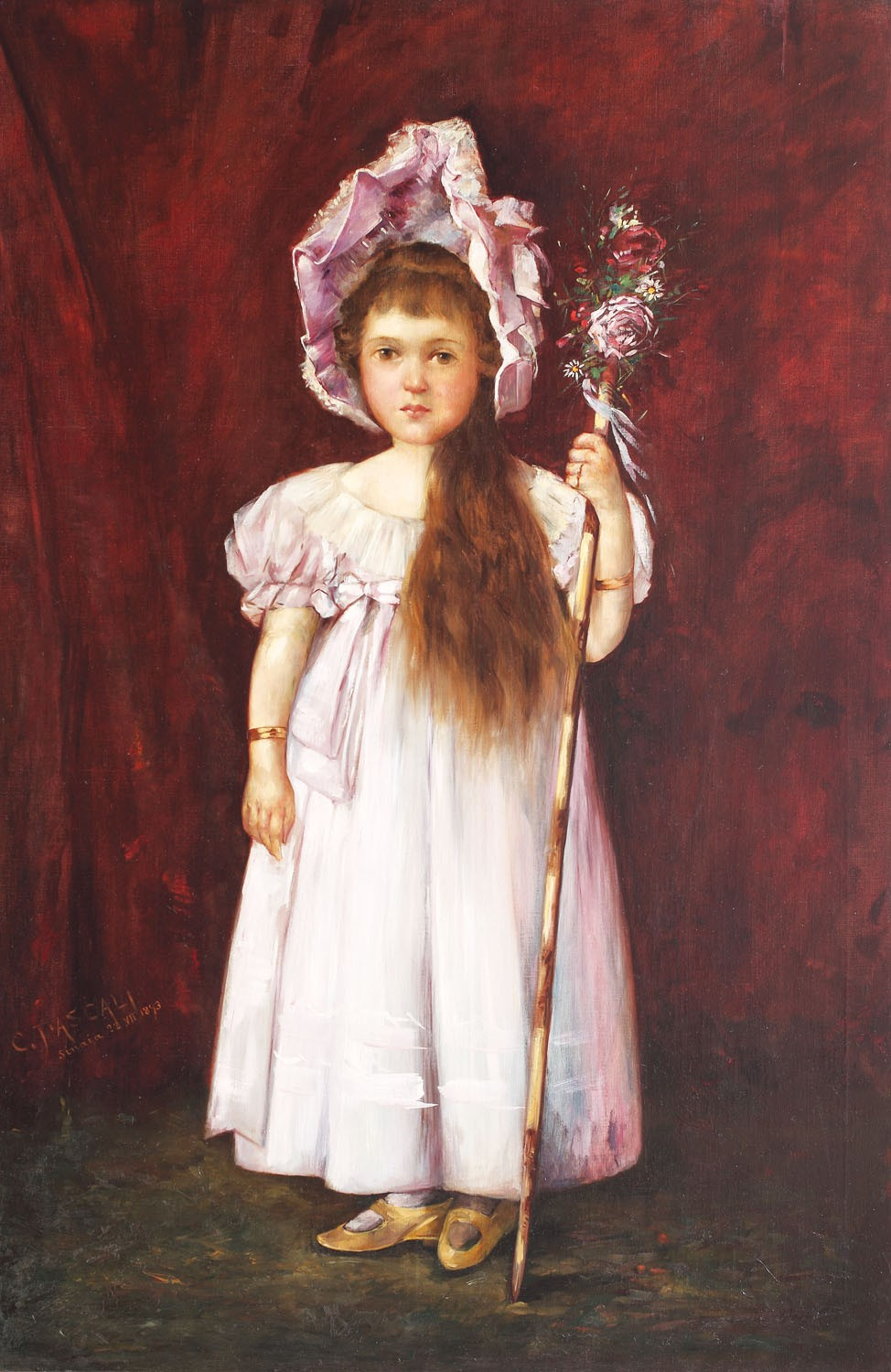
Micuța păstoriță
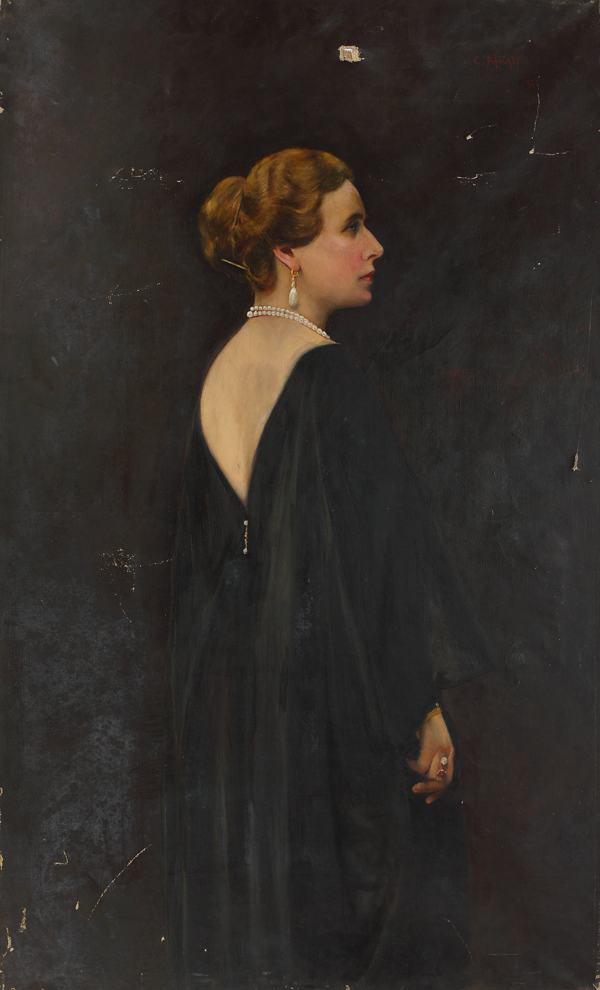
Regina Maria
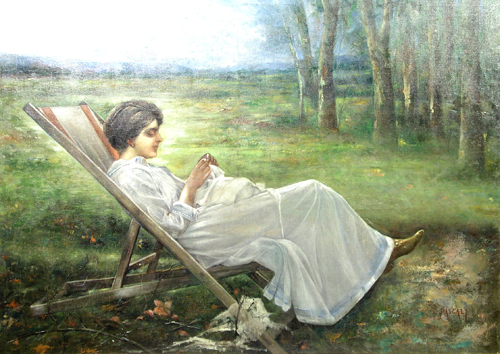
Femeie în șezlong
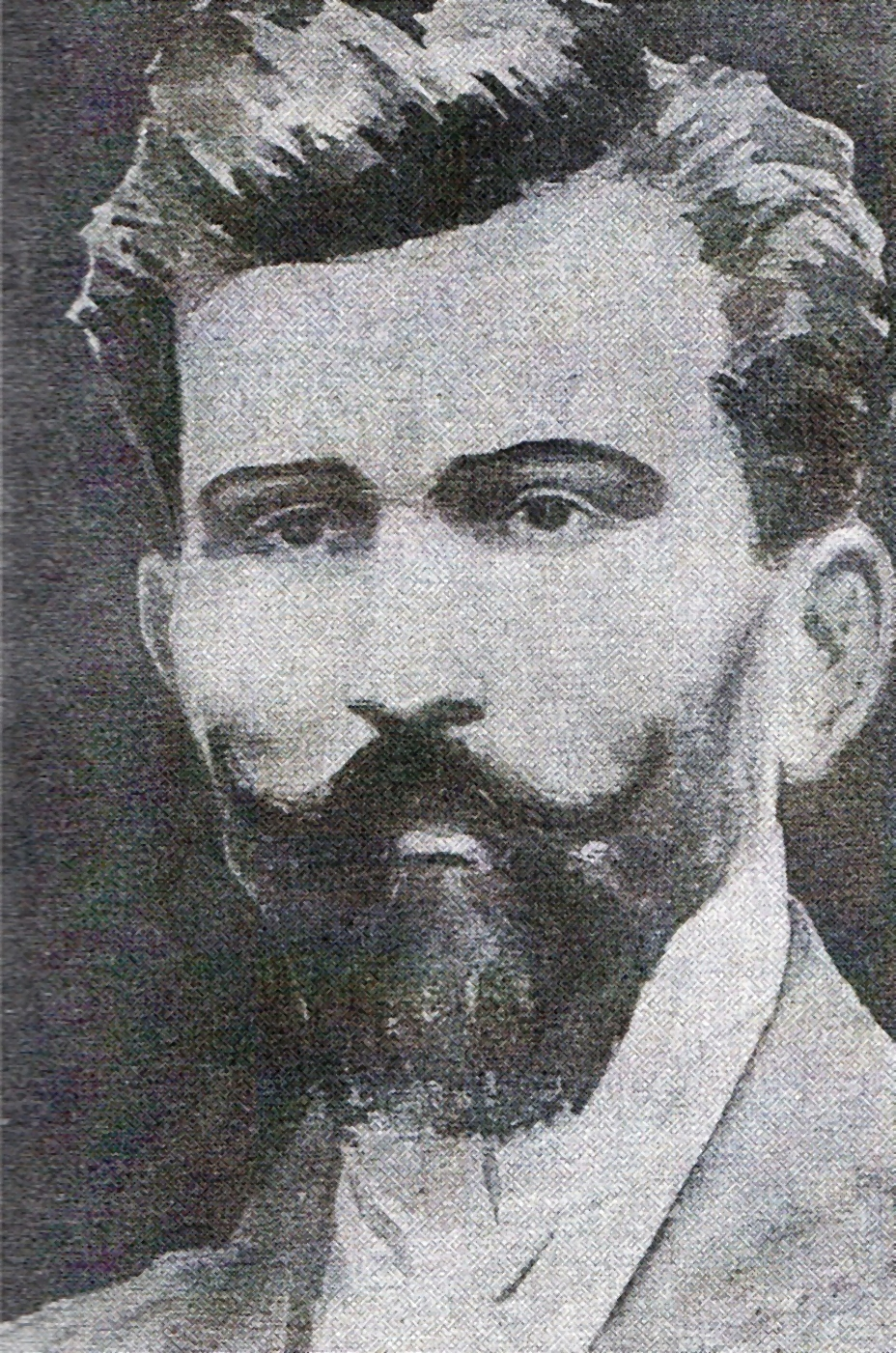
Apcar Baltazar